# Netscape Composer
Netscape Composer fue un editor de páginas web que ofrecía un entorno WYSIWYG, inicialmente desarrollado por Netscape Communications Corporation en 1997 y distribuido junto al navegador web Netscape Navigator. Además, Composer también permite ver y editar el código HTML, revisar la ortografía, publicar sitios web, y soporta los tipos más importantes de formato web.
Composer fue inicialmente desarrollado por Netscape como un componente de la suite Netscape Communicator, sin embargo, después de que la compañía fuera comprada por AOL en 1998, parte de su desarrollo se hizo de código abierto y supervisado por la Fundación Mozilla. Las versiones posteriores de Netscape Composer se basan en Mozilla Composer, la misma utilidad dentro de la Mozilla Application Suite.
La última versión de Netscape Composer fue lanzada con la suite Netscape 7.2. No fue incluido en versiones posteriores, porque Mozilla decidió centrarse en las aplicaciones independientes, y como tal, Netscape lanzó los navegadores Netscape 8 en 2005 y Netscape Navigator 9 en 2007, ambos basados en el Mozilla Firefox.
Composer actualmente se encuentra descontinuado, SeaMonkey, el conjunto sucesor impulsado por la comunidad de Mozilla Application Suite, y las suites de Netscape, cuenta con un editor HTML llamado Composer que se desarrolla a partir de Mozilla Composer. Nvu y KompoZer son proyectos separados de editor derivados de Composer. 